# XIV век

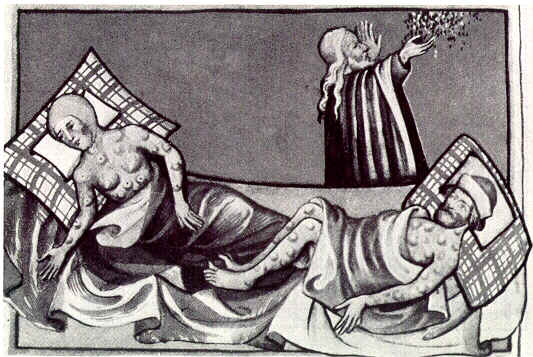
Чёрная смерть унесла жизни около 34 миллионов человек в Европе

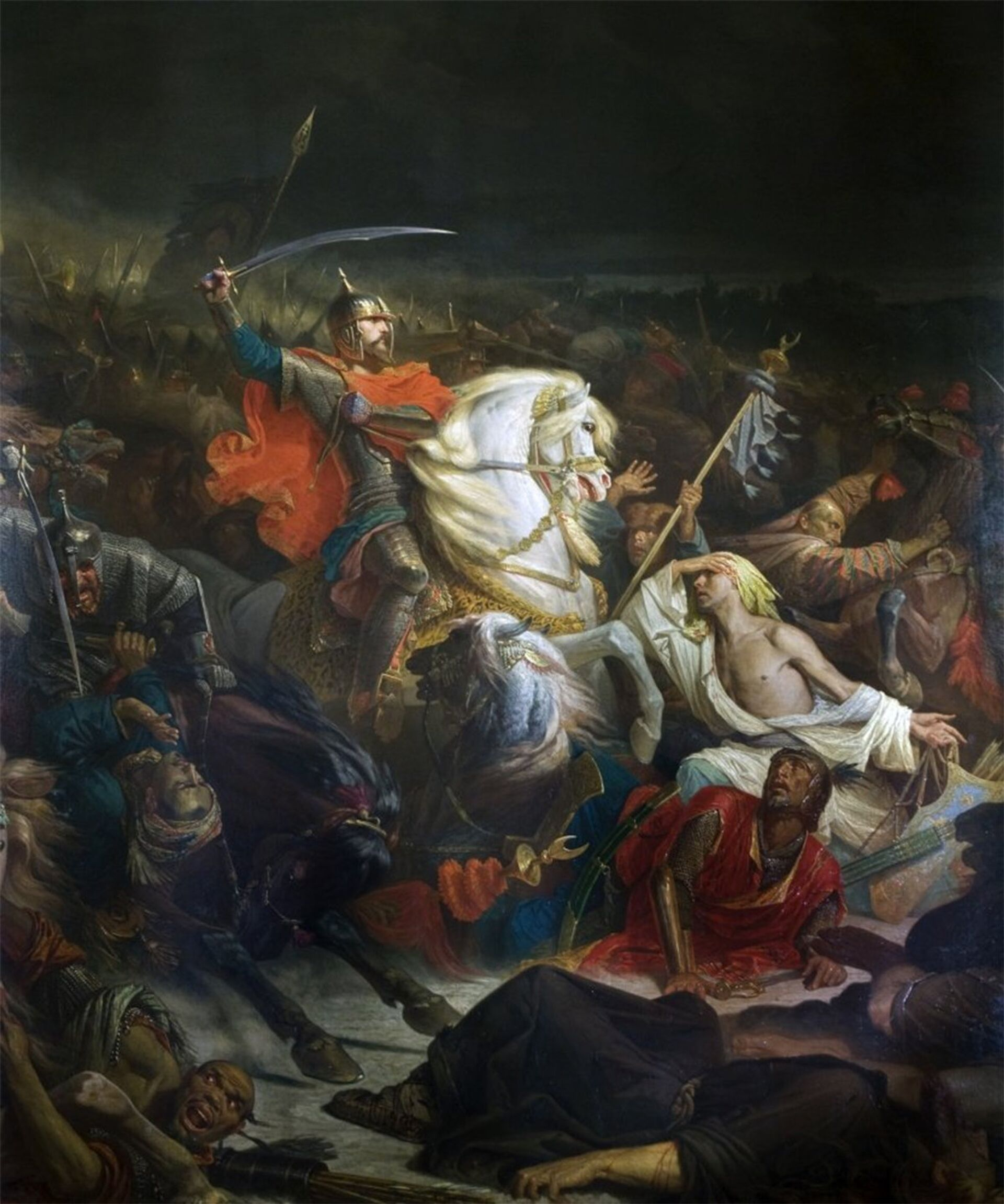
Куликовская битва (1380 год)

XIV (четы́рнадцатый) век  по юлианскому календарю — век с 1 января 1301 года по 31 декабря 1400 года. Это 4-й век 2-го тысячелетия.  Закончился 625 лет назад.

## Важнейшие события
- 1301 — присоединение Коломны, Можайска и Переяславского княжества к Московскому княжеству князем Даниилом Александровичем
- 1302 — образование Генеральных штатов во Франции.
- 1302 — борьба Фландрии за независимость.
- 1304 — смерть великого князя владимиро-суздальского Андрея Александровича Городецкого
- 1306 — Роберт Брюс был коронован королём Шотландии.
- 1306 — в Китайской империи построено старейшее учебное заведение Гоцзыцзянь.
- 1307 — арест и заключение в тюрьмы всех рыцарей Ордена Тамплиеров на территории Франции по приказу Филиппа IV.
- 1309—1377 — Авиньонское пленение пап, период, когда резиденция глав католической церкви находилась не в Риме, а в Авиньоне.
- 1311 — Вьеннский Вселенский собор.
- 1314 — в битве при Бэннокберне шотландский король Роберт Брюс разбил армию английского короля Эдуарда II, восстановив независимость своей страны.
- 1315 — в битве при Моргартене швейцарское ополчение побеждает армию австрийских Габсбургов.
- 1315—1317 — Великий голод, от которого погибло несколько миллионов человек в Европе.
- 1318 — битва на Фогхартских холмах: разгром шотландско-ирландской армии англичанами и смерть короля Эдуарда Брюса.
- 1319 — скончался Хакон V Святой, последний король Норвегии из династии Харальда Прекрасноволосого. Норвежская Держава вошла в состав Швеции.
- 1320 — издание Арбротской декларации, утверждающей независимость Шотландии.
- 1325 — основание Теночтитлана, столицы Ацтекской империи.
- 1325 — Иван Калита становится Великим князем Московским.
- 1336 — Харихара основал империю Виджаянагара.
- 1337—1453 — Столетняя война.
- 1338 — в Японии учреждено новое самурайское правительство — сёгунат Муромати, которое было возглавлено Асикагой Такаудзи (просуществовало до 1573 года).
- 1341 — Нижний Новгород стал столицей самостоятельного Суздальско-Нижегородского княжества.
- 1341 — начало гражданской войны в Византии (1341—1347).
- 1343—1345 — Крестьянская война в Эстонии, которая началась с восстания Юрьевой ночи.
- 1345 — бирманцы захватили и разрушили тайскую столицу Сукотай.
- 1345 — забастовка чесальщиков шерсти во Флоренции.
- 1346—1378 — правление Карла IV, императора Священной Римской империи
- 1347—1351 — Чёрная смерть убивает почти половину населения Европы.
- 1348 — английский король Эдуард III основывает орден Подвязки.
- 1348 — императором Карлом IV основан один из старейших университетов Европы — Карлов университет.
- 1351—1368 — Восстание Красных повязок, движение в Китае против монгольского владычества и монгольской династии Юань.
- 1351—1767 — государство Аютия.
- 1353 — король Фа Нгум основал государство Лао Санг (страна миллиона слонов и белого зонта), ныне Лаос.
- 1356 — основан Ганзейский союз.
- 1356 — битва при Пуатье, в которой английская армия, под руководством Эдуарда Вудстока «Черного принца», разгромила французскую армию и взяла в плен короля Иоанна II Доброго.
- 1358 — Жакерия — самое крупное крестьянское восстание во Франции.
- 1359 — образование Молдавского княжества.
- 1359—1381 — Династическая война Золотой орды (Тохтамыш; Тамерлан; Мамай).
- 1363 — битва на озере Поян, одно из крупнейших морских сражений в истории, возглавленное Чжу Юаньчжаном, китайским императором, против монголов.
- 1364 — королём Польши Казимиром III Великим в Кракове был основан Ягеллонский университет, один из древнейших университетов Европы.
- 1368 — официальное начало династии Мин в Китае, изгнание последнего юаньского императора. Запрет морской торговли.
- 1368—1372 — Литовско-московская война.
- 1370 — умер король Польши Казимир III Великий. Править Польшей начал венгерский король Людовик I.
- 1375 — Киликийское армянское царство захвачено египетскими Мамлюками.
- 1378—1417 — Великий западный раскол, раскол в Римской церкви, когда сразу три претендента объявили себя истинными Папами.
- 1380 — Куликовская битва, сражение войск русских княжеств под руководством Дмитрия Донского против ордынцев под руководством темника Мамая.
- 1385 — Кревская уния, между Великим княжеством Литовским и Польшей.
- 1386 — основан Гейдельбергский университет, старейший на территории Германии.
- 1388—1395 — Война Тимура с Тохтамышем
- 1389 — Битва на Косовом поле, одна из наиболее значимых битв в истории Сербии и Балканского полуострова.
- 1393 — Тамерлан завоевал западную Персию и Багдад.
- 1393 — Баязид I взял Тырнов, завоевал всю Болгарию, Валахию обязал данью, покорил Македонию и Фессалию и проник в Грецию.
- 1396 — Никопольское сражение между турецкой армией во главе с султаном Баязидом I и объединенным войском крестоносцев под руководством венгерского короля Сигизмунда, завершившееся победой турецкой армии.
- 1399 — Битва на Ворскле. Войска Золотой Орды под предводительством хана Тимура-Кутлука и эмира Едигея нанесли поражение польским, немецким и татарским войскам литовского великого князя Витовта и западно-русских князей.

### Точно не датируемые события
- Завершение завоевания Финляндии Швецией.
- Славянский город Белгород на Днестре захвачен генуэзцами и переименован в Монкастро.
- Возникновение государства Ава в Центр. Бирме, объединившего страну.
- Возникновение в Анголе государств Ндонго, Лунда.
- Возникновение государства Буганда (ныне Уганда). В зависимости от Китары.
- Власть в Майяпане захватила династия Кокомов. Её представители грабили и обращали в рабство народ с помощью мексиканских наемников.
- На северном побережье области Анд вновь расцветает культура племен мочика — чиму.
- После межплеменных войн на Гаваике (Центр. Полинезия) большая группа жителей отправилась в Новую Зеландию с целью её колонизации.
- Возникновение первых мануфактур в Европе в городах Италии.

## Изобретения, открытия
- 1306 — Удачные прыжки с подобием парашюта были выполнены в Китае во время торжеств, посвящённых восхождению на престол императора Фо-Кина.
- 1306 — Анатом Мондвил создал один из первых средневековых трудов, посвящённых косметике.
- 1330 — изобретение пороха в Европе Бертольдом Шварцем.
- Ars nova — западноевропейская, прежде всего французская музыкальная школа XIV века.

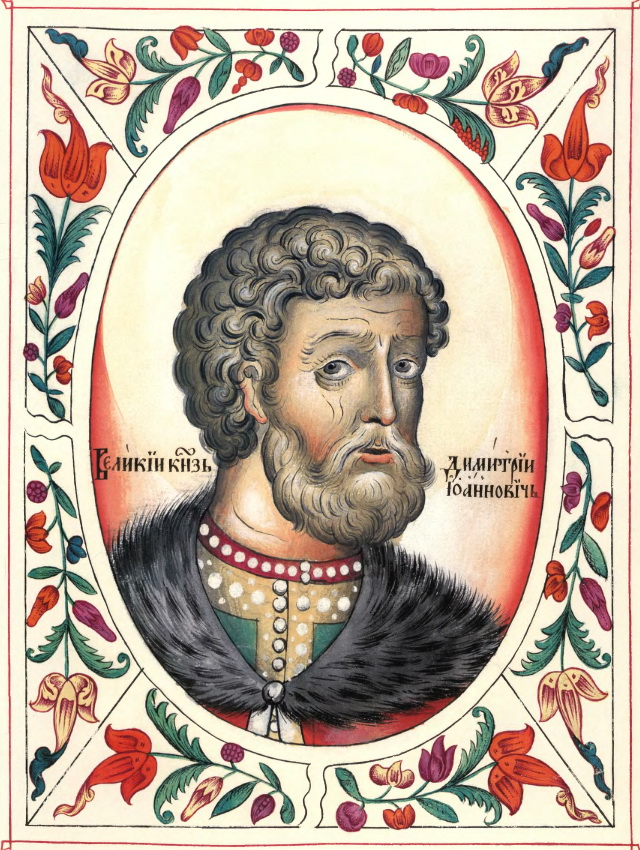
Московский князь Дмитрий Донской

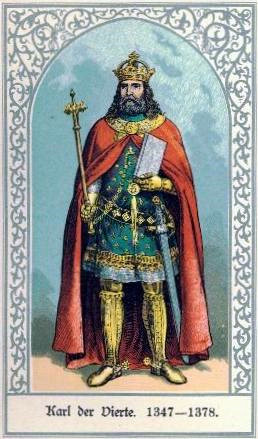
Чешский король Карл IV Люксембург

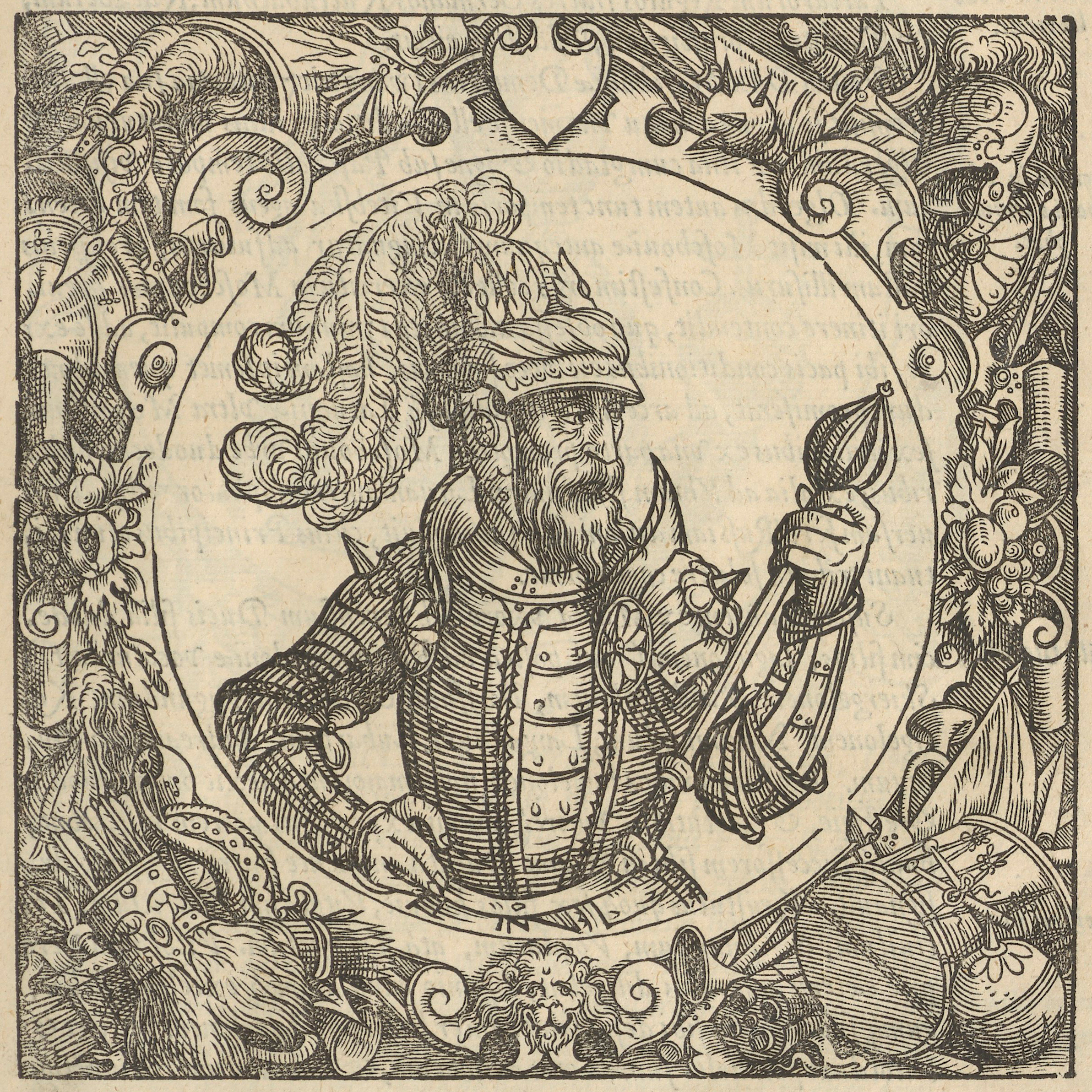
Великий князь литовский Ольгерд

## Памятники
- Здудичский каменный крест